# Agrias theryi
Agrias theryi är en fjärilsart som beskrevs av Le Moult 1931. Agrias theryi ingår i släktet Agrias och familjen praktfjärilar. Inga underarter finns listade i Catalogue of Life.